# Isakijevské náměstí
Isakijevské náměstí (rusky Исаа́киевская площадь) je náměstí, které se nachází v Petrohradě, Admiraltějském rojónu, Admiraltějském okruhu. Ze severu je ohraničeno Admiraltějským prospektem, z jihu Mariinským palácem. Spolu s Palácovým náměstím a Senátním náměstím se Isakijevské náměstí tradičně řadí do architektonického souboru centrálních náměstí města. Z důvodu umístění Zákonodárného shromáždění Petrohradu v Mariinském paláci se Isakijevské náměstí považuje za hlavní správní. Jakožto součást historického centra je toto náměstí zapsáno do seznamu UNESCO.
Náměstí oplývá kulturně-historickým bohatstvím, s historickými a architektonickými památkami  19. a 20. století, včetně katedrály svatého Izáka, Mariinského paláce, hotelů Astorija a Angľetěr. Blízkost hlavních pamětihodností a hotelů činí Isakijevské náměstí přitažlivé pro turisty. PSČ budov na náměstí je 190000 a 190107.
Dne 26. května 2013 se na náměstí konala oslava 310 let od založení Petrohradu, která může vnést Isakijevské náměstí do Guinnessovy knihy rekordů.